# 越南船民

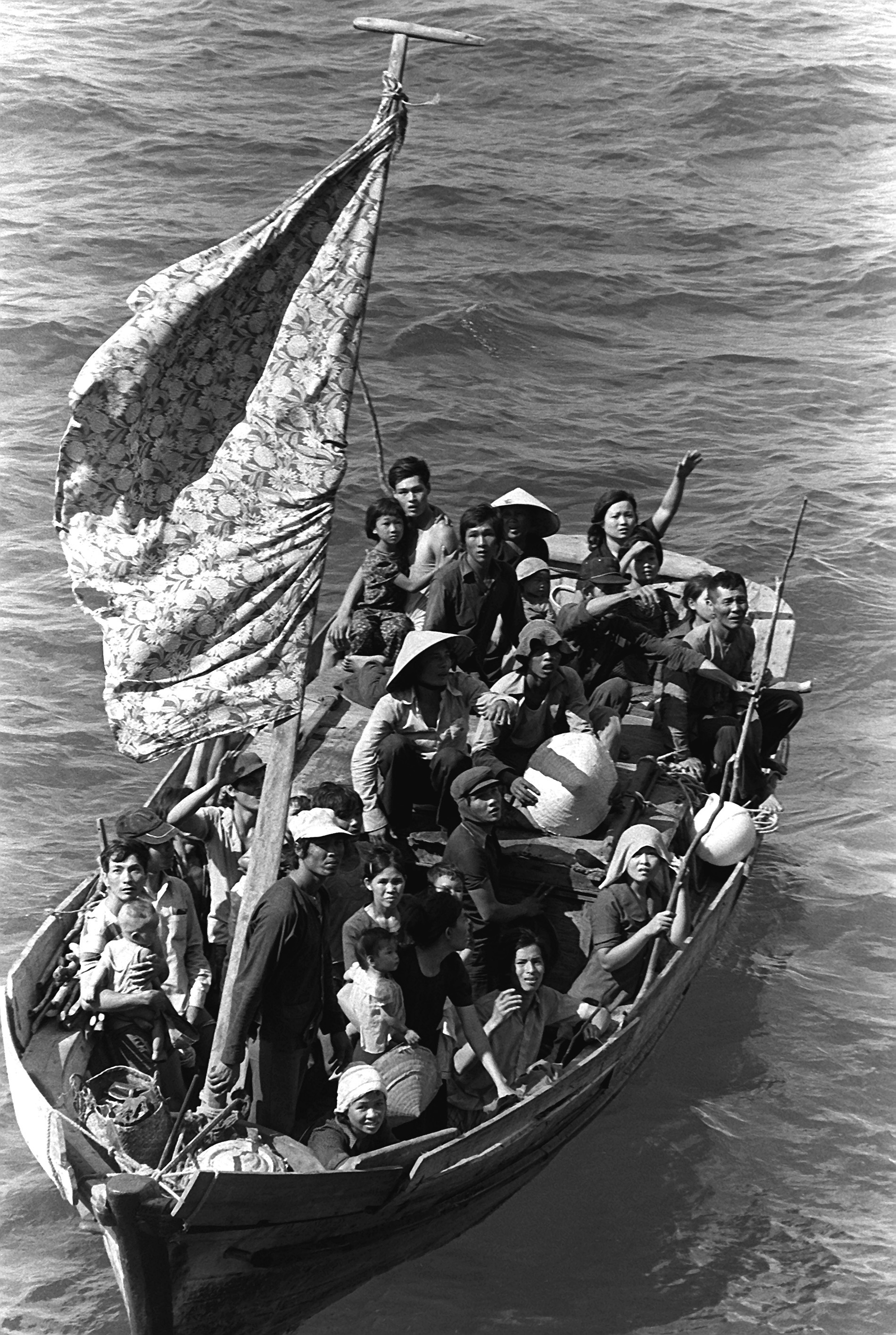
在海上度過八天後，這些逃難者自越南金蘭灣東北350英里處的一艘35英尺長的漁船上被安置到藍嶺號兩棲指揮艦 (LCC-19)之上，攝於1984年5月15日。

越南船民（越南语：／?），是指1975年越南戰爭結束後乘船逃離越南的難民。 該現象主要發生在1978年和1979年，但一直持續到1990年代初。 該用語通常也用來指1975年至1995年間在大規模離開家園的越南人（參見印度支那難民危機）。“船民”一詞僅適用於那些乘船渡海逃離越南的人。
在1975年至1995年之間，離開越南並安全到達另一個國家的船民數量總計近80萬。許多難民未能在過程中倖存，因為面臨海盜、超載的船隻和有時劇烈的氣候。 根據聯合國難民署的統計數據，在海上有20萬至40萬船民死亡。 主要的優先目的地是香港（參見香港越南船民問題）和印度尼西亞、馬來西亞、菲律賓、新加坡和泰國等。 1978年和1979年，由於越南與柬埔寨和中國的糾紛（參見中越戰爭）引起的緊張局勢，大多越南華人離開家園，其中許多人乘船逃往中國。 此外，在1970年代和1980年代試圖逃離越南但被政府捉回的人可被當成叛國者送入監牢。
經濟制裁、越南戰爭留下的毀滅性結果、越南政府的政策，以及與鄰國的進一步衝突造成了國際人道主義危機，東南亞國家越來越不願接受更多的船民。 在1979年進行談判和國際會談之後，越南政府同意限制該國人口之離境。 東南亞國家同意暫時承認船民，世界其他地區，尤其是更發達國家，同意承擔照顧船民的大部分成本，並將其重新安置在其國家。
從東南亞的難民營中，絕大多數船民被重新安置在更發達國家。 大量在美國，加拿大，意大利，澳大利亞，法國，西德和英國重新安置。 自願或非自願地遣返了數十萬人。 進行重新安置的計劃和設施包括有序離境計劃、菲律賓難民處理中心以及全面行動計畫。

## 知名人士
- 關繼威，越南難民，奧斯卡金像獎最佳男配角。